# Gegantona Quimeta Àngels del Raval
La Gegantona Quimeta Àngels del Raval és una gegantona filla adoptiva de la Lola i el senyor Ramon, Gegants del Raval. Representa una nena vestida de col·legiala, amb una bata de color blau marí i el coll d'una camisa blanca que hi sobresurt.
La història de la Quimeta Àngels comença el 1999, quan els Gegants del Raval decideixen d'adoptar una nena òrfena de la casa de beneficència de Santa Joaquima Vedruna. L'adopció no es va fer efectiva fins al dia del casament de la Lola i el senyor Ramon, el mes de juny del 2000, durant la festa del barri de Sant Just, festa en què aquesta comparsa és amfitriona.
La figura fou construïda pel mestre geganter Antoni Mujal i es va estrenar l'11 de març del 2000, durant les festes del 125è aniversari de l'escola Vedruna Àngels. Des d'aleshores, és ben habitual de veure-la en trobades i cercaviles del barri i de tota la ciutat, acompanyada dels seus pares i sovint també del nan Manolito, la figura més recent de la comparsa.